# Platydyptes
Platydyptes — викопний рід пінгвінів, що існував в Новій Зеландії на межі олігоцену та міоцену (27-21 млн років тому).

## Види
- Platydyptes marplesi Simpson, 1971 — частковий скелет знайдено у відкладеннях формації Кокоаму Грінсанд у долині річки Гакатарамеа в регіоні Отаго на Південному острові
- Platydyptes novaezealandiae (Oliver, 1930); Marples, 1952 — частковий скелет знайдено у відкладеннях морського шельфового вапняку Дантруні у формації Кокоаму Грінсанд.
- Platydyptes amiesi Marples, 1952 — частковий скелет знайдено у відкладеннях морського шельфового вапняку Вайтакіану у формації Кокоаму Грінсанд у долині річки Гакатарамеа. Названий на честь А. Ч. Ам'єса, студента університету Отаго, який у 1946 році знайшов рештки пінгвіна, згодом був вбитий у Малайї.[2]